# Козаков Станіслав Володимирович
Станіслав Володимирович Козаков (нар. 15 серпня 1967, Кіровоград, УРСР) — радянський та український футболіст, півзахисник.

## Життєпис
Вихованець кіровоградської ДЮСШ-2, перший тренер — Володимир Самойленко. У 1984 році, в 17-річному віці дебютував в основному складі місцевої «Зірки» в другій лізі чемпіонату СРСР. За кіровоградську команду виступав до 1991 року, з перервою в 1987—1988 роках, коли проходив строкову службу в збройних силах.
Перший чемпіонат незалежної України провів в олександрійської «Поліграфтехніці». Проте дкбютував у футболці олександрійців 16 лютого 1992 року в переможному (серія післяматчевих пенальті, 4:3) поєдинку 1/32 фіналу кубку України проти івано-франківського «Прикарпаття». Станіслав вийшов на поле в стартовому складі та відіграв увесь матч. У першій лізі вперше вийшов на поле у стартовому складі (на 80-ій хвилині його замінив Олександр Любинський) переможного (3:1) домашнього поєдинку 1-го туру проти черкаського «Дніпра». Дебютним голом у футболці «поліграфів» відзначився 20 березня 1992 року на 52-ій хвилині нічийного (2:2) виїзного поєдинку 2-го туру підгрупи 1 проти київського ЦСКА. Козаков вийшов у стартовому складі, а на 70-ій хвилині його замінив Олександр Любинський. У складі команди в сезоні 1993/94 років став бронзовим призером першої ліги чемпіонату України. За період свого перебування в складі «поліграфів» у першій лізі зіграв 101 матч та відзначився 15-ма голами, ще 9 матчів провів у кубку України. У 1994 році повернувся в «Зірку». У першому ж сезоні після повернення в складі клубу став переможцем першої ліги України і команда отримала право виступати у вищій лізі. Дебютував у вищому дивізіоні 25 липня 1995 року, вийшовши в стартовому складі в домашньому матчі проти київського «ЦСКА-Борисфена». Всього у вищій лізі провів 81 матч, також виступав за фарм-клуби «Зірки» — знам'янський «Локомотив» в аматорському чемпіонаті і «Зірку-2» у другій лізі.
У 1999 році перейшов у нікопольський «Металург», який виступав у першій лізі. Потім виступав за інші клуби з нижчих ліг України — комсомольський «Гірник-спорт» та тернопільську «Ниву». Останній матч на професійному рівні провів у 2002 році. Після цього грав у Росії, в чемпіонаті Ростовської області за «Комунальник» з Гуково. Зігравши за команду 2 матчі і забивши 1 м'яч, вирішив завершити кар'єру остаточно.
Виступаючи в «Поліграфтехніці», «Зірці», «Металурзі» і «Ниві» був капітаном команди
Закінчив факультет фізвиховання Кіровоградського педагогічного інституту.

## Досягнення
- Перша ліга чемпіонату України
  -  Чемпіон (1): 1994/95
  -  Бронзовий призер (1): 1993/94